# Championnats du monde de cyclisme sur piste 2018
Navigation
2017 2019

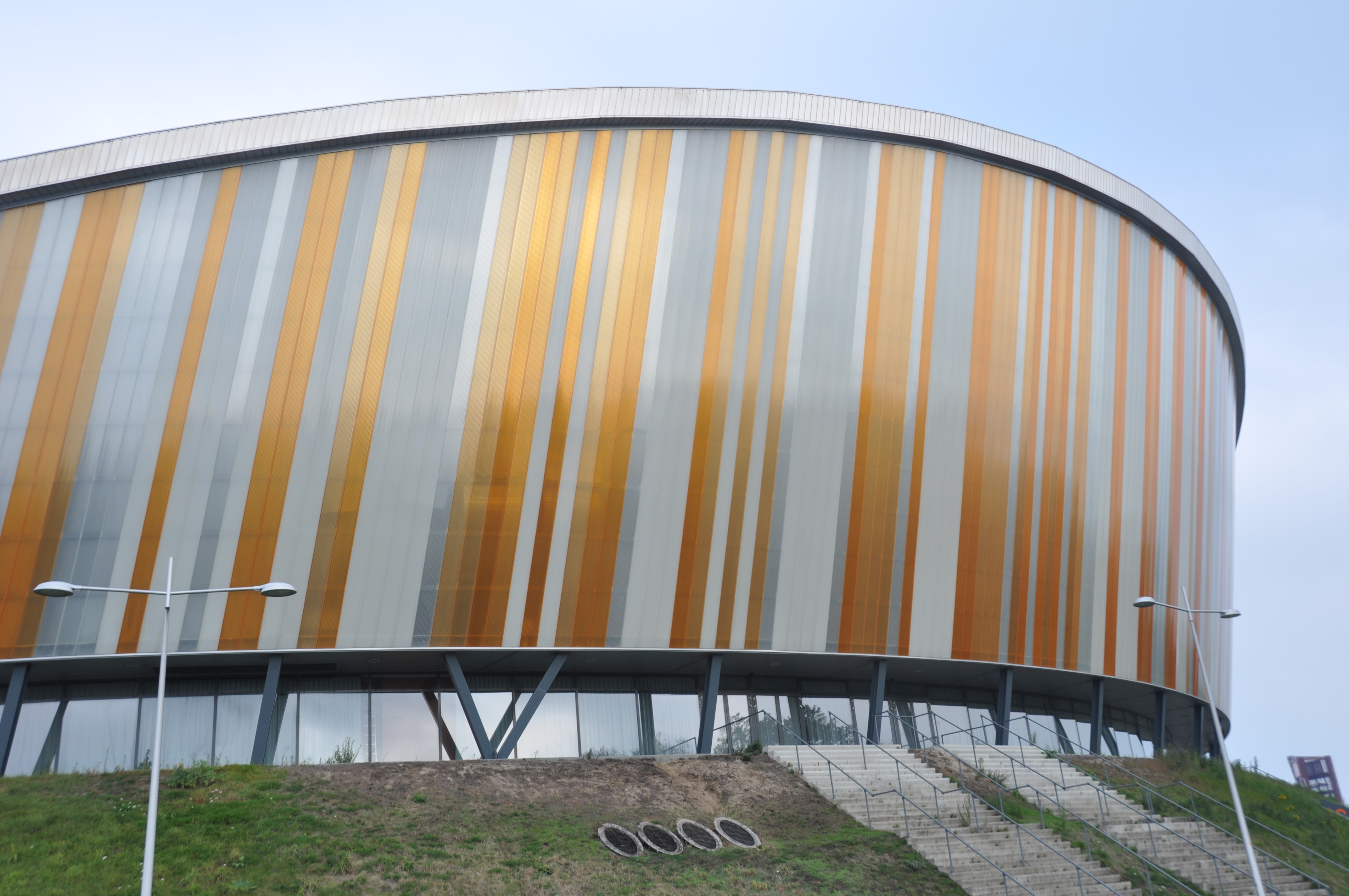
L'Omnisport d'Apeldoorn.

Les championnats du monde de cyclisme sur piste 2018 se déroulent à Apeldoorn aux Pays-Bas, du 28 février au 4 mars 2018 sur l'Omnisport Apeldoorn. 20 épreuves sont au programme, comme lors des mondiaux précédents.
En 2011, le Vélodrome a déjà été le théâtre des championnats du monde, ainsi que des championnats d'Europe 2011 et 2013. En 2015, la piste est remplacée après que le bois a commencé à se fendre en raison de l'humidité.
Environ 370 athlètes de 40 pays sont présents.
Quelques semaines avant les championnats du monde, il est annoncé que la quadruple championne olympique britannique, Laura Kenny, fait son retour à la compétition après la naissance de son enfant cinq mois plus tôt au début. Elle décroche une médaille d'argent en poursuite par équipes.
Le pays le plus couronné de ces championnats du monde est le pays organisateur. Avec un total de douze médailles, dont cinq en or, les Pays-Bas battent ainsi leur record. Trois médailles d'or sont remportées par Kirsten Wild, qui a remporté l'omnium, la course aux points et la course scratch. Avec Amy Pieters, elle a également remporté la médaille d'argent dans la course à l'américaine et manque le donc un quadruplé historique. Le sprinteur Jeffrey Hoogland est devenu champion du monde du kilomètre contre-la-montre (pour sa première participation aux mondiaux de la discipline) et en vitesse par équipes avec Harrie Lavreysen, Matthijs Büchli et Nils van 't Hoenderdaal. C'est la première fois que le pays est titré en vitesse par équipes. L'équipe allemande termine deuxième du tableau des médailles avec un total de six breloques. Kristina Vogel s'adjuge deux nouveaux titres, en vitesse individuelle et par équipes (avec Pauline Grabosch et Miriam Welte). Welte a de nouveau gagné le contre-la-montre sur 500 mètres et Grabosch a terminé troisième du tournoi de vitesse remporté par sa compatriote. Favorite pour le keirin, Vogel échoue à remporter une autre médaille d'or, ce qui aurait porté son total à douze et en ferait l'athlète féminine la plus titrée devant l'Australienne Anna Meares (11 titres).
L'Américaine Chloe Dygert s'adjuge deux médailles d'or. Lors de la poursuite individuelle, elle conserve son titre en écrasant la concurrence dès les qualifications, où elle réalise 3 minutes 20,072 secondes, soit un nouveau record du monde. Elle est alors environ neuf secondes plus rapide que la deuxième, la Néerlandaise Annemiek van Vleuten. En finale pour l'or, elle améliore encore son temps en 3 minutes 20,060 secondes. La possibilité s'est présentée parce que la course n'a pas été arrêtée comme le veut le règlement, après qu'elle a rejoint au bout d'un kilomètre van Vleuten. Avec l'équipe américaine, elle a également obtenu l'or en poursuite par équipes pour la troisième année consécutive.
La France obtient seulement deux médailles de bronze, en vitesse individuelle et par équipes. Il s'agit du plus faible bilan de l"histoire de la piste française depuis que les championnats sont « Open » en 1993. L'Australie, nation phare de la piste, a choisi de privilégier les Jeux du Commonwealth de 2018 et n'a envoyé que 4 athlètes aux mondiaux (3 hommes et 1 femme). Malgré cela, ses quatre athlètes sont tous repartis médaillés et terminent avec un total de 6 médailles, dont 2 titres.
Les championnats du monde ont été éclipsés par l'accident grave du juge américain Andrew McCord. Il est entré sur la piste lors de la course scratch pour ramasser un objet et a été percuté par le coureur de Hong Kong Xiaojuan Diao. Il est resté immobile pendant plusieurs minutes et a ensuite été emmené à l'hôpital, tout comme le coureur. La course a été arrêtée, et les compétitions ont été interrompues pendant plus d'une heure. McCord a subi de graves blessures à la tête.

## Programme
Le programme des compétitions est le suivant :
|  | Séries | F | Finales |

| Date →                     | 28 fév. | 28 fév. | 1er mars | 1er mars | 2 mars | 2 mars | 3 mars | 3 mars | 4 mars | 4 mars |
| Disciplines↓               | M       | A       | M        | A        | M      | A      | M      | A      | M      | A      |
| -------------------------- | ------- | ------- | -------- | -------- | ------ | ------ | ------ | ------ | ------ | ------ |
| Kilomètre contre-la-montre |         |         |          |          |        |        |        |        | Q      | F      |
| Keirin                     |         |         |          |          |        |        |        |        |        |        |
| Vitesse individuelle       |         |         |          |          |        |        |        |        |        |        |
| Vitesse par équipes        |         | F       |          |          |        |        |        |        |        |        |
| Poursuite individuelle     |         |         |          |          | Q      | F      |        |        |        |        |
| Poursuite par équipes      | Q       | R1      |          | F        |        |        |        |        |        |        |
| Course aux points          |         |         |          |          |        | F      |        |        |        |        |
| Course à l'américaine      |         |         |          |          |        |        |        |        |        | F      |
| Scratch                    |         |         |          | F        |        |        |        |        |        |        |
| Omnium                     |         |         |          |          |        |        |        |        |        |        |

| Date →                      | 28 fév. | 28 fév. | 1er mars | 1er mars | 2 mars | 2 mars | 3 mars | 3 mars | 4 mars | 4 mars |
| Disciplines↓                | M       | A       | M        | A        | M      | A      | M      | A      | M      | A      |
| --------------------------- | ------- | ------- | -------- | -------- | ------ | ------ | ------ | ------ | ------ | ------ |
| 500 mètres contre-la-montre |         |         |          |          |        |        | Q      | F      |        |        |
| Keirin                      |         |         |          |          |        |        |        |        |        |        |
| Vitesse individuelle        |         |         |          |          |        |        |        |        |        |        |
| Vitesse par équipes         |         | F       |          |          |        |        |        |        |        |        |
| Poursuite individuelle      |         |         |          |          |        |        | Q      | F      |        |        |
| Poursuite par équipes       | Q       |         |          | F        |        |        |        |        |        |        |
| Course aux points           |         |         |          |          |        |        |        |        |        | F      |
| Course à l'américaine       |         |         |          |          |        |        |        | F      |        |        |
| Scratch                     |         | F       |          |          |        |        |        |        |        |        |
| Omnium                      |         |         |          |          |        |        |        |        |        |        |

## Médaillés
- (q) signifie que le coureur n'a pas participé à la finale pour la médaille, mais à un tour qualificatif.

### Hommes
| Épreuves                                       | Or                                                                                     | Or             | Argent                                                                                 | Argent         | Bronze                                                                         | Bronze         |
| ---------------------------------------------- | -------------------------------------------------------------------------------------- | -------------- | -------------------------------------------------------------------------------------- | -------------- | ------------------------------------------------------------------------------ | -------------- |
| Kilomètre contre-la-montre résultats détaillés | Jeffrey Hoogland                                                                       | 59 s 459       | Matthew Glaetzer                                                                       | 59 s 745       | Theo Bos                                                                       | 59 s 955       |
| Keirin résultats détaillés                     | Fabián Puerta                                                                          |                | Tomoyuki Kawabata                                                                      |                | Maximilian Levy                                                                |                |
| Vitesse résultats détaillés                    | Matthew Glaetzer                                                                       |                | Jack Carlin                                                                            |                | Sébastien Vigier                                                               |                |
| Vitesse par équipes résultats détaillés        | Pays-Bas Nils van 't Hoenderdaal Harrie Lavreysen Jeffrey Hoogland Matthijs Büchli (q) | 42 s 727       | Grande-Bretagne Jack Carlin Ryan Owens Jason Kenny Philip Hindes (q) Joseph Truman (q) | 43 s 231       | France François Pervis Sébastien Vigier Quentin Lafargue Michaël D'Almeida (q) | 43 s 373       |
| Poursuite individuelle résultats détaillés     | Filippo Ganna                                                                          | 4 min 13 s 607 | Ivo Oliveira                                                                           | 4 min 15 s 428 | Alexander Evtushenko                                                           | 4 min 13 s 786 |
| Poursuite par équipes résultats détaillés      | Grande-Bretagne Edward Clancy Kian Emadi Ethan Hayter Charlie Tanfield                 | 3 min 53 s 389 | Danemark Niklas Larsen Julius Johansen Frederik Madsen Casper Von Folsach              | 3 min 55 s 232 | Italie Simone Consonni Liam Bertazzo Filippo Ganna Francesco Lamon             | 3 min 54 s 606 |
| Course aux points résultats détaillés          | Cameron Meyer                                                                          | 70 pts         | Jan-Willem van Schip                                                                   | 52 pts         | Mark Stewart                                                                   | 49 pts         |
| Américaine résultats détaillés                 | Allemagne Roger Kluge Theo Reinhardt                                                   | 53 pts         | Espagne Albert Torres Sebastian Mora                                                   | 45 pts         | Australie Cameron Meyer Callum Scotson                                         | 37 pts         |
| Scratch résultats détaillés                    | Yauheni Karaliok                                                                       |                | Michele Scartezzini                                                                    |                | Callum Scotson                                                                 |                |
| Omnium résultats détaillés                     | Szymon Sajnok                                                                          | 111 pts        | Jan-Willem van Schip                                                                   | 107 pts        | Simone Consonni                                                                | 104 pts        |

### Femmes
| Épreuves                                        | Or                                                                   | Or             | Argent                                                                                       | Argent            | Bronze                                                                                         | Bronze         |
| ----------------------------------------------- | -------------------------------------------------------------------- | -------------- | -------------------------------------------------------------------------------------------- | ----------------- | ---------------------------------------------------------------------------------------------- | -------------- |
| 500 mètres contre-la-montre résultats détaillés | Miriam Welte                                                         | 33 s 150       | Daria Shmeleva                                                                               | 33 s 237          | Elis Ligtlee                                                                                   | 33 s 484       |
| Keirin résultats détaillés                      | Nicky Degrendele                                                     |                | Wai Sze Lee                                                                                  |                   | Simona Krupeckaite                                                                             |                |
| Vitesse résultats détaillés                     | Kristina Vogel                                                       |                | Stephanie Morton                                                                             |                   | Pauline Grabosch                                                                               |                |
| Vitesse par équipes résultats détaillés         | Allemagne Miriam Welte Kristina Vogel Pauline Grabosch (q)           | 32 s 605       | Pays-Bas Kyra Lamberink Shanne Braspennincx Laurine van Riessen (q) Hetty van de Wouw (q)    | 33 s 124          | Russie Daria Shmeleva Anastasiia Voinova                                                       | 32 s 990       |
| Poursuite résultats détaillés                   | Chloé Dygert                                                         | 3 min 20 s 060 | Annemiek van Vleuten                                                                         | rattrapée         | Kelly Catlin                                                                                   | 3 min 34 s 658 |
| Poursuite par équipes résultats détaillés       | États-Unis Jennifer Valente Kelly Catlin Chloe Dygert Kimberly Geist | 4 min 15 s 669 | Grande-Bretagne Katie Archibald Elinor Barker Laura Kenny Emily Nelson Eleanor Dickinson (q) | 4 min 16 s 16,980 | Italie Elisa Balsamo Letizia Paternoster Silvia Valsecchi Tatiana Guderzo Simona Frapporti (q) | 4 min 20 s 202 |
| Course aux points résultats détaillés           | Kirsten Wild                                                         | 49 pts         | Jennifer Valente                                                                             | 43 pts            | Jasmin Duehring                                                                                | 30 pts         |
| Américaine résultats détaillés                  | Grande-Bretagne Katie Archibald Emily Nelson                         | 50 pts         | Pays-Bas Kirsten Wild Amy Pieters                                                            | 35 pts            | Italie Letizia Paternoster Maria Giulia Confalonieri                                           | 20 pts         |
| Scratch résultats détaillés                     | Kirsten Wild                                                         |                | Jolien D'Hoore                                                                               |                   | Amalie Dideriksen                                                                              |                |
| Omnium résultats détaillés                      | Kirsten Wild                                                         | 121 pts        | Amalie Dideriksen                                                                            | 112 pts           | Rushlee Buchanan                                                                               | 106 pts        |

## Résultats détaillés

### Hommes

#### Kilomètre
| Pos                | Nom               | Pays      | Temps    | Écart  | Notes |
| ------------------ | ----------------- | --------- | -------- | ------ | ----- |
| Médaille d'or      | Jeffrey Hoogland  | Pays-Bas  | 59.459   |        |       |
| Médaille d'argent  | Matthew Glaetzer  | Australie | 59.745   | +0.286 |       |
| Médaille de bronze | Theo Bos          | Pays-Bas  | 59.955   | +0.496 |       |
| 4                  | Quentin Lafargue  | France    | 1:00.407 | +0.948 |       |
| 5                  | Eric Engler       | Allemagne | 1:00.462 | +1.003 |       |
| 6                  | Michaël D'Almeida | France    | 1:00.518 | +1.059 |       |
| 7                  | Fabián Puerta     | Colombie  | 1:00.800 | +1.341 |       |
| 8                  | Sam Ligtlee       | Pays-Bas  | 1:01.421 | +1.962 |       |

#### Keirin
- Finale

| Pos                | Nom               | Pays            | Temps  | Notes |
| ------------------ | ----------------- | --------------- | ------ | ----- |
| Médaille d'or      | Fabián Puerta     | Colombie        |        |       |
| Médaille d'argent  | Tomoyuki Kawabata | Japon           | +0.043 |       |
| Médaille de bronze | Maximilian Levy   | Allemagne       | +0.101 |       |
| 4                  | Matthijs Büchli   | Pays-Bas        | +0.161 |       |
| 5                  | Jack Carlin       | Grande-Bretagne | +0.200 |       |
| 6                  | Harrie Lavreysen  | Pays-Bas        | +0.827 |       |

- Petite finale

| Pos | Nom              | Pays      | Temps  | Notes |
| --- | ---------------- | --------- | ------ | ----- |
| 7   | Matthew Glaetzer | Australie |        |       |
| 8   | Andriy Vynokurov | Ukraine   | +0.101 |       |
| 9   | Yuta Wakimoto    | Japon     | +0.143 |       |
| 10  | Hugo Barrette    | Canada    | +0.144 |       |
| 11  | Juan Peralta     | Espagne   | +0.233 |       |
| 12  | Joachim Eilers   | Allemagne | +1.219 |       |

#### Vitesse
- Finales

| Manche                           | Nom              | Pays            | 1re manche | 2e manche | 3e manche |
| -------------------------------- | ---------------- | --------------- | ---------- | --------- | --------- |
| Match pour la médaille d'or      |                  |                 |            |           |           |
| Médaille d'or                    | Matthew Glaetzer | Australie       | X          | X         |           |
| Médaille d'argent                | Jack Carlin      | Grande-Bretagne | +0.045     | +0.098    |           |
| Match pour la médaille de bronze |                  |                 |            |           |           |
| Médaille de bronze               | Sebastien Vigier | France          | X          | X         |           |
| 4                                | Maximilian Levy  | Allemagne       | +0.023     | +0.090    |           |

#### Vitesse par équipes
- Finales[12]

| Pos                              | Nom                                                       | Pays            | Temps  | Écart  | Notes |
| -------------------------------- | --------------------------------------------------------- | --------------- | ------ | ------ | ----- |
| Match pour la médaille d'or      |                                                           |                 |        |        |       |
| Médaille d'or                    | Nils van 't Hoenderdaal Harrie Lavreysen Jeffrey Hoogland | Pays-Bas        | 42.727 |        | RC    |
| Médaille d'argent                | Jack Carlin Ryan Owens Jason Kenny                        | Grande-Bretagne | 43.231 | +0.504 |       |
| Match pour la médaille de bronze |                                                           |                 |        |        |       |
| Médaille de bronze               | François Pervis Sébastien Vigier Quentin Lafargue         | France          | 43.373 |        |       |
| 4                                | Alexander Sharapov Pavel Yakushevskiy Aleksandr Dubchenko | Russie          | 43.584 | +0.211 |       |

#### Poursuite individuelle
- Finales

| Course pour la médaille d'or      |                      |                 |                |           |
| Médaille d'or                     | Filippo Ganna        | Italie          | 4 min 13 s 607 |           |
| Médaille d'argent                 | Ivo Oliveira         | Portugal        | 4 min 15 s 428 | + 1 s 821 |
| Course pour la médaille de bronze |                      |                 |                |           |
| Médaille de bronze                | Alexander Evtushenko | Russie          | 4 min 13 s 786 |           |
| 4                                 | Charlie Tanfield     | Grande-Bretagne | 4 min 15 s 930 | +2 s 144  |

#### Poursuite par équipes
- Finales[15]

| Pos                              | Pays                                                                      | Temps    | Écart  | Notes |
| -------------------------------- | ------------------------------------------------------------------------- | -------- | ------ | ----- |
| Match pour la médaille d'or      |                                                                           |          |        |       |
| Médaille d'or                    | Grande-Bretagne Ed Clancy Kian Emadi Ethan Hayter Charlie Tanfield        | 3:53.389 |        |       |
| Médaille d'argent                | Danemark Niklas Larsen Julius Johansen Frederik Madsen Casper von Folsach | 3:55.232 | +1.843 |       |
| Match pour la médaille de bronze |                                                                           |          |        |       |
| Médaille de bronze               | Italie Simone Consonni Liam Bertazzo Filippo Ganna Francesco Lamon        | 3:54.606 |        |       |
| 4                                | Allemagne Nils Schomber Felix Groß Theo Reinhardt Kersten Thiele          | 3:56.594 | +1.988 |       |

#### Course aux points
| Pos                | Nom                  | Pays             | Points au tour | Points au sprint | Total       |
| ------------------ | -------------------- | ---------------- | -------------- | ---------------- | ----------- |
| Médaille d'or      | Cameron Meyer        | Australie        | 40             | 30               | 70          |
| Médaille d'argent  | Jan-Willem van Schip | Pays-Bas         | 20             | 32               | 52          |
| Médaille de bronze | Mark Stewart         | Grande-Bretagne  | 40             | 9                | 49          |
| 4                  | Cheung King Lok      | Hong Kong        | 40             | 8                | 48          |
| 5                  | Kenny De Ketele      | Belgique         | 40             | 6                | 46          |
| 6                  | Andreas Graf         | Autriche         | 40             | 2                | 42          |
| 7                  | Christos Volikakis   | Grèce            | 20             | 20               | 40          |
| 8                  | Eloy Teruel          | Espagne          | 20             | 18               | 38          |
| 9                  | Regan Gough          | Nouvelle-Zélande | 20             | 12               | 32          |
| 10                 | Liam Bertazzo        | Italie           | 20             | 4                | 24          |
| 11                 | Mark Downey          | Irlande          | 20             | 0                | 20          |
| 12                 | Morgan Kneisky       | France           | 0              | 10               | 10          |
| 13                 | Alan Banaszek        | Pologne          | 0              | 9                | 9           |
| 14                 | João Matias          | Portugal         | 0              | 6                | 7           |
| 15                 | Vitaliy Hryniv       | Ukraine          | 0              | 6                | 7           |
| 16                 | Cyrille Thièry       | Suisse           | 0              | 5                | 5           |
| 17                 | Krisztián Lovassy    | Hongrie          | 0              | 4                | 4           |
| 18                 | Raman Ramanau        | Biélorussie      | 0              | 3                | 3           |
| 19                 | Eric Young           | États-Unis       | 0              | 1                | 1           |
| 20                 | Denis Nekrasov       | Russie           | −20            | 2                | −18         |
| 21                 | Andrej Strmiska      | Slovaquie        | −20            | 0                | −20         |
| –                  | Jan Kraus            | Tchéquie         | −20            | abandon          | abandon     |
| –                  | Maximilian Beyer     | Allemagne        | non-partant    | non-partant      | non-partant |

#### Américaine
| Pos                | Nom                                       | Pays             | Points au tour | Points au sprint | Total |
| ------------------ | ----------------------------------------- | ---------------- | -------------- | ---------------- | ----- |
| Médaille d'or      | Roger Kluge Theo Reinhardt                | Allemagne        | 20             | 33               | 53    |
| Médaille d'argent  | Albert Torres Sebastián Mora              | Espagne          | 20             | 25               | 45    |
| Médaille de bronze | Cameron Meyer Callum Scotson              | Australie        | 20             | 17               | 37    |
| 4                  | Oliver Wood Mark Stewart                  | Grande-Bretagne  | 0              | 36               | 36    |
| 5                  | Andreas Graf Andreas Müller               | Autriche         | 20             | 12               | 32    |
| 6                  | Niklas Larsen Casper von Folsach          | Danemark         | 0              | 29               | 29    |
| 7                  | Benjamin Thomas Morgan Kneisky            | France           | 0              | 24               | 24    |
| 8                  | Kenny De Ketele Moreno De Pauw            | Belgique         | 0              | 23               | 23    |
| 9                  | Felix English Mark Downey                 | Irlande          | 0              | 11               | 11    |
| 10                 | Simone Consonni Liam Bertazzo             | Italie           | 0              | 10               | 10    |
| 11                 | Roy Pieters Wim Stroetinga                | Pays-Bas         | 0              | 1                | 1     |
| 12                 | Tristan Marguet Gaël Suter                | Suisse           | –20            | 2                | –18   |
| 13                 | Wojciech Pszczolarski Daniel Staniszewski | Pologne          | –40            | 3                | –37   |
| -                  | Regan Gough Thomas Sexton                 | Nouvelle-Zélande | 0              | 0                | DNF   |
| -                  | Daniel Holloway Adrian Hegyvary           | États-Unis       | –60            | 5                | DNF   |
| -                  | Leung Chun Wing Cheung King Lok           | Hong Kong        | –60            | 0                | DNF   |

#### Scratch
| Pos                | Nom                 | Pays             | Tours   |         |
| ------------------ | ------------------- | ---------------- | ------- | ------- |
| Médaille d'or      | Yauheni Karaliok    | Biélorussie      |         |         |
| Médaille d'argent  | Michele Scartezzini | Italie           |         |         |
| Médaille de bronze | Callum Scotson      | Australie        |         |         |
| 4                  | Roman Gladysh       | Ukraine          | −1      |         |
| 5                  | Rui Oliveira        | Portugal         | −1      |         |
| 6                  | Wim Stroetinga      | Pays-Bas         | −1      |         |
| 7                  | Xavier Cañellas     | Espagne          | −1      |         |
| 8                  | Christos Volikakis  | Grèce            | −1      |         |
| 9                  | Andreas Müller      | Autriche         | −1      |         |
| 10                 | Maximilian Beyer    | Allemagne        | −1      |         |
| 11                 | Adrien Garel        | France           | −1      |         |
| 12                 | Christopher Latham  | Grande-Bretagne  | −1      |         |
| 13                 | Marc Potts          | Irlande          | −1      |         |
| 14                 | Krisztián Lovassy   | Hongrie          | −1      |         |
| 15                 | Tristan Marguet     | Suisse           | −1      |         |
| 16                 | Maxim Piskunov      | Russie           | −1      |         |
| 17                 | Tom Sexton          | Nouvelle-Zélande | −1      |         |
| 18                 | Filip Taragel       | Slovaquie        | −1      |         |
| 19                 | Robbe Ghys          | Belgique         | −1      |         |
| 20                 | Leung Chun Wing     | Hong Kong        | −1      |         |
| 21                 | Adrian Tekliński    | Pologne          | −1      |         |
| –                  | Yacine Chalel       | Algérie          | Abandon | Abandon |
| –                  | Jiří Hochmann       | Tchéquie         | Abandon | Abandon |

#### Omnium
- Course aux points et classement final

| Pos                | Nom                  | Pays             | Points au tour | Points au sprint | Total |
| ------------------ | -------------------- | ---------------- | -------------- | ---------------- | ----- |
| Médaille d'or      | Szymon Sajnok        | Pologne          | 0              | 13               | 111   |
| Médaille d'argent  | Jan-Willem van Schip | Pays-Bas         | 0              | 15               | 107   |
| Médaille de bronze | Simone Consonni      | Italie           | 0              | 6                | 104   |
| 4                  | Ivo Oliveira         | Portugal         | 20             | 11               | 94    |
| 5                  | Campbell Stewart     | Nouvelle-Zélande | 0              | 15               | 93    |
| 6                  | Oliver Wood          | Grande-Bretagne  | 20             | 18               | 90    |
| 7                  | Raman Tsishkou       | Biélorussie      | 0              | 3                | 87    |
| 8                  | Niklas Larsen        | Danemark         | 40             | 6                | 86    |
| 9                  | Benjamin Thomas      | France           | 0              | 9                | 83    |
| 10                 | Eiya Hashimoto       | Japon            | 20             | 7                | 82    |
| 11                 | Claudio Imhof        | Suisse           | 0              | 0                | 72    |
| 12                 | Christos Volikakis   | Grèce            | 0              | 3                | 65    |
| 13                 | Albert Torres        | Espagne          | 20             | 6                | 64    |
| 14                 | Ignacio Prado        | Mexique          | 0              | 6                | 59    |
| 15                 | Maximilian Beyer     | Allemagne        | 0              | 2                | 58    |
| 16                 | Mamyr Stash          | Russie           | 0              | 0                | 58    |
| 17                 | Roman Gladysh        | Ukraine          | 0              | 0                | 57    |
| 18                 | Daniel Holloway      | États-Unis       | 0              | 1                | 57    |
| 19                 | Felix English        | Irlande          | 20             | 0                | 39    |
| 20                 | Lindsay De Vylder    | Belgique         | 0              | 0                | 28    |
| 21                 | Aidan Caves          | Canada           | 0              | 0                | 19    |
| 22                 | Tomás Contte         | Argentine        | 0              | 0                | 13    |
| 23                 | Leung Chun Wing      | Hong Kong        | 0              | 0                | 4     |
| 23                 | Nicolas Pietrula     | Tchéquie         | −20            | 0                | −17   |

### Femmes

#### 500 mètres
| Pos                | Nom              | Pays            | Temps  | Écart  |
| ------------------ | ---------------- | --------------- | ------ | ------ |
| Médaille d'or      | Miriam Welte     | Allemagne       | 33.150 |        |
| Médaille d'argent  | Daria Shmeleva   | Russie          | 33.237 | +0.087 |
| Médaille de bronze | Elis Ligtlee     | Pays-Bas        | 33.484 | +0.334 |
| 4                  | Pauline Grabosch | Allemagne       | 33.487 | +0.337 |
| 5                  | Olena Starikova  | Ukraine         | 33.609 | +0.459 |
| 6                  | Tania Calvo      | Espagne         | 33.996 | +0.846 |
| 7                  | Kyra Lamberink   | Pays-Bas        | 34.179 | 34.179 |
| 8                  | Katy Marchant    | Grande-Bretagne | 34.242 | 34.242 |

#### Keirin
- Finale

| Pos                | Nom                 | Pays      | Temps  | Notes |
| ------------------ | ------------------- | --------- | ------ | ----- |
| Médaille d'or      | Nicky Degrendele    | Belgique  |        |       |
| Médaille d'argent  | Lee Wai Sze         | Hong Kong | +0.086 |       |
| Médaille de bronze | Simona Krupeckaitė  | Lituanie  | +0.150 |       |
| 4                  | Laurine van Riessen | Pays-Bas  | +0.171 |       |
| 5                  | Shanne Braspennincx | Pays-Bas  | +0.207 |       |
| 6                  | Kristina Vogel      | Allemagne | +0.291 |       |

- Petite finale

| Pos | Nom             | Pays            | Temps  | Notes |
| --- | --------------- | --------------- | ------ | ----- |
| 7   | Lyubov Shulika  | Ukraine         |        |       |
| 8   | Lee Hye-jin     | Corée du Sud    | +0.154 |       |
| 9   | Katy Marchant   | Grande-Bretagne | +0.250 |       |
| 10  | Helena Casas    | Espagne         | +0.257 |       |
| 11  | Daria Shmeleva  | Russie          | +0.267 |       |
| 12  | Daniela Gaxiola | Mexique         | +0.531 |       |

#### Vitesse
- Finales

| Manche                           | Nom              | Pays      | 1re manche | 2e manche | 3e manche |
| -------------------------------- | ---------------- | --------- | ---------- | --------- | --------- |
| Match pour la médaille d'or      |                  |           |            |           |           |
| Médaille d'or                    | Kristina Vogel   | Allemagne | X          | +0.161    | X         |
| Médaille d'argent                | Stephanie Morton | Australie | +0.059     | X         | +0.105    |
| Match pour la médaille de bronze |                  |           |            |           |           |
| Médaille de bronze               | Pauline Grabosch | Allemagne | X          | X         |           |
| 4                                | Lee Wai Sze      | Hong Kong | +0.026     | +0.067    |           |

#### Vitesse par équipes
- Finales[25]

| Pos                              | Nom                                | Pays      | Temps  | Écart  | Notes |
| -------------------------------- | ---------------------------------- | --------- | ------ | ------ | ----- |
| Match pour la médaille d'or      |                                    |           |        |        |       |
| Médaille d'or                    | Miriam Welte Kristina Vogel        | Allemagne | 32.605 |        |       |
| Médaille d'argent                | Kyra Lamberink Shanne Braspennincx | Pays-Bas  | 33.124 | +0.519 |       |
| Match pour la médaille de bronze |                                    |           |        |        |       |
| Médaille de bronze               | Daria Shmeleva Anastasiia Voinova  | Russie    | 32.990 |        |       |
| 4                                | Song Chaorui Zhong Tianshi         | Chine     | 33.282 | +0.292 |       |

#### Poursuite individuelle
- Finales

| Course pour la médaille d'or      |                      |            |          |           |
| Médaille d'or                     | Chloé Dygert         | États-Unis | 3:20.060 | RM        |
| Médaille d'argent                 | Annemiek van Vleuten | Pays-Bas   |          | Rattrapée |
| Course pour la médaille de bronze |                      |            |          |           |
| Médaille de bronze                | Kelly Catlin         | États-Unis | 3:34.658 |           |
| 4                                 | Lisa Brennauer       | Allemagne  | 3:35.920 | +1.262    |

#### Poursuite par équipes
- Finales[15]

| Pos                              | Pays                                                                           | Temps    | Écart  | Notes |
| -------------------------------- | ------------------------------------------------------------------------------ | -------- | ------ | ----- |
| Match pour la médaille d'or      |                                                                                |          |        |       |
| Médaille d'or                    | États-Unis Jennifer Valente Kelly Catlin Chloé Dygert Kimberly Geist           | 4:15.669 |        |       |
| Médaille d'argent                | Grande-Bretagne Katie Archibald Elinor Barker Laura Kenny Emily Nelson         | 4:16.980 | +1.311 |       |
| Match pour la médaille de bronze |                                                                                |          |        |       |
| Médaille de bronze               | Italie Elisa Balsamo Letizia Paternoster Silvia Valsecchi Tatiana Guderzo      | 4:20.202 |        |       |
| 4                                | Canada Allison Beveridge Ariane Bonhomme Annie Foreman-Mackey Stephanie Roorda | 4:23.216 | +3.014 |       |

#### Course aux points
| Pos                | Nom                 | Pays            | Points au tour | Points au sprint | Total   |
| ------------------ | ------------------- | --------------- | -------------- | ---------------- | ------- |
| Médaille d'or      | Kirsten Wild        | Pays-Bas        | 20             | 29               | 49      |
| Médaille d'argent  | Jennifer Valente    | États-Unis      | 20             | 23               | 43      |
| Médaille de bronze | Jasmin Duehring     | Canada          | 20             | 10               | 30      |
| 4                  | Gulnaz Badykova     | Russie          | 20             | 9                | 29      |
| 5                  | Charlotte Becker    | Allemagne       | 20             | 5                | 25      |
| 6                  | Trine Schmidt       | Danemark        | 20             | 4                | 24      |
| 7                  | Andrea Waldis       | Suisse          | 20             | 3                | 23      |
| 8                  | Coralie Demay       | France          | 20             | 1                | 21      |
| 9                  | Sofía Arreola       | Mexique         | 20             | 0                | 20      |
| 10                 | Jolien D'Hoore      | Belgique        | 0              | 15               | 15      |
| 11                 | Letizia Paternoster | Italie          | 0              | 10               | 10      |
| 12                 | Elinor Barker       | Grande-Bretagne | 0              | 7                | 7       |
| 13                 | Ina Savenka         | Biélorussie     | 0              | 3                | 3       |
| 14                 | Verena Eberhardt    | Autriche        | 0              | 2                | 2       |
| 15                 | Jarmila Machačová   | Tchéquie        | 0              | 0                | 0       |
| 16                 | Lydia Gurley        | Irlande         | 0              | 0                | 0       |
| 17                 | Hanna Solovey       | Ukraine         | 0              | 0                | 0       |
| 18                 | Katarzyna Pawłowska | Pologne         | 0              | 0                | 0       |
| 19                 | Anita Stenberg      | Norvège         | 0              | 0                | 0       |
| 20                 | Yang Qianyu         | Hong Kong       | −20            | 0                | −20     |
| –                  | Alžbeta Bačíková    | Slovaquie       | −40            | Abandon          | Abandon |
| –                  | Ane Iriarte         | Espagne         | −40            | Abandon          | Abandon |

#### Américaine
| Pos                | Nom                                           | Pays             | Points au tour | Points au sprint | Total |
| ------------------ | --------------------------------------------- | ---------------- | -------------- | ---------------- | ----- |
| Médaille d'or      | Katie Archibald Emily Nelson                  | Grande-Bretagne  | 0              | 50               | 50    |
| Médaille d'argent  | Kirsten Wild Amy Pieters                      | Pays-Bas         | 0              | 35               | 35    |
| Médaille de bronze | Letizia Paternoster Maria Giulia Confalonieri | Italie           | 0              | 20               | 20    |
| 4                  | Amalie Dideriksen Trine Schmidt               | Danemark         | 0              | 18               | 18    |
| 5                  | Maria Novolodskaya Olga Zabelinskaya          | Russie           | 0              | 14               | 14    |
| 6                  | Sofía Arreola Lizbeth Salazar                 | Mexique          | −20            | 5                | −15   |
| 7                  | Laurie Berthon Coralie Demay                  | France           | −20            | 1                | −19   |
| 8                  | Ganna Solovei Anna Nahirna                    | Ukraine          | −20            | 0                | −20   |
| 9                  | Lydia Boylan Lydia Gurley                     | Irlande          | −20            | 0                | −20   |
| 10                 | Romy Kasper Lisa Küllmer                      | Allemagne        | −40            | 0                | −40   |
| 11                 | Lena Mettraux Aline Seitz                     | Suisse           | −40            | 0                | −40   |
| 12                 | Jolien D'Hoore Shari Bossuyt                  | Belgique         | −40            | 0                | −40   |
| 13                 | Michaela Drummond Racquel Sheath              | Nouvelle-Zélande | −60            | 0                | −60   |
| 14                 | Wiktoria Pikulik Nikol Płosaj                 | Pologne          | −60            | 0                | −60   |
| 15                 | Kimberly Geist Kimberly Ann Zubris            | États-Unis       | −60            | 0                | −60   |
| –                  | Stephanie Roorda Jasmin Duehring              | Canada           | −80            | 0                | DNF   |
| –                  | Yumi Kajihara Yuya Hashimoto                  | Japon            | −80            | 0                | DNF   |

#### Scratch
La Néerlandaise Kirsten Wild s'impose en attaquant à six tours de l'arrivée. Jolien D'Hoore (Belgique) devance Amalie Dideriksen (Denmark) pour la médaille d'argent dans la dernière ligne droite. Déjà championne du monde du scratch en 2015, Kirsten Wild décroche ici son deuxième titre mondial,.
| Pos                | Nom                | Pays            | Tours   |
| ------------------ | ------------------ | --------------- | ------- |
| Médaille d'or      | Kirsten Wild       | Pays-Bas        |         |
| Médaille d'argent  | Jolien D'Hoore     | Belgique        |         |
| Médaille de bronze | Amalie Dideriksen  | Danemark        |         |
| 4                  | Nao Suzuki         | Japon           |         |
| 5                  | Jarmila Machačová  | Tchéquie        |         |
| 6                  | Katie Archibald    | Grande-Bretagne |         |
| 7                  | Jasmin Duehring    | Canada          |         |
| 8                  | Evgenia Augustinas | Russie          |         |
| 9                  | Rachele Barbieri   | Italie          |         |
| 10                 | Tetyana Klimchenko | Ukraine         |         |
| 11                 | Verena Eberhardt   | Autriche        |         |
| 12                 | Aline Seitz        | Suisse          |         |
| 13                 | Justyna Kaczkowska | Pologne         |         |
| 14                 | Olivija Baleišytė  | Lituanie        |         |
| 15                 | Lydia Gurley       | Irlande         |         |
| 16                 | Christina Birch    | États-Unis      |         |
| 17                 | Tatjana Paller     | Allemagne       |         |
| 18                 | Ane Iriarte        | Espagne         |         |
| 19                 | Alžbeta Bačíková   | Slovaquie       |         |
| 20                 | Valentine Fortin   | France          |         |
| 21                 | Hanna Tserakh      | Biélorussie     |         |
| Abd                | Diao Xiaojuan      | Hong Kong       | Abandon |

#### Omnium
- Course aux points et classement final

| Pos                | Nom                   | Pays             | Points au tour | Points au sprint | Total   |
| ------------------ | --------------------- | ---------------- | -------------- | ---------------- | ------- |
| Médaille d'or      | Kirsten Wild          | Pays-Bas         | 0              | 9                | 121     |
| Médaille d'argent  | Amalie Dideriksen     | Danemark         | 20             | 10               | 112     |
| Médaille de bronze | Rushlee Buchanan      | Nouvelle-Zélande | 40             | 12               | 106     |
| 4                  | Elisa Balsamo         | Italie           | 0              | 5                | 105     |
| 5                  | Jennifer Valente      | États-Unis       | 0              | 5                | 101     |
| 6                  | Elinor Barker         | Grande-Bretagne  | 0              | 1                | 97      |
| 7                  | Lotte Kopecky         | Belgique         | 0              | 12               | 94      |
| 8                  | Yumi Kajihara         | Japon            | 0              | 3                | 93      |
| 9                  | Anita Stenberg        | Norvège          | 20             | 8                | 86      |
| 10                 | Aleksandra Goncharova | Russie           | 40             | 2                | 86      |
| 11                 | Gudrun Stock          | Allemagne        | 20             | 6                | 81      |
| 12                 | Jarmila Machačová     | Tchéquie         | 40             | 8                | 73      |
| 13                 | Laurie Berthon        | France           | 0              | 0                | 61      |
| 14                 | Palina Pivavarava     | Biélorussie      | 20             | 1                | 57      |
| 15                 | Andrea Waldis         | Suisse           | 20             | 5                | 55      |
| 16                 | Ana Usabiaga          | Espagne          | 0              | 0                | 48      |
| 17                 | Lydia Boylan          | Irlande          | 0              | 7                | 31      |
| 18                 | Olivija Baleišytė     | Lituanie         | 0              | 5                | 14      |
| 19                 | Alžbeta Bačíková      | Slovaquie        | −20            | 0                | 5       |
| 20                 | Tetyana Klimchenko    | Ukraine          | 0              | 0                | 4       |
| –                  | Daria Pikulik         | Pologne          | Abandon        | Abandon          | Abandon |
| –                  | Allison Beveridge     | Canada           | Abandon        | Abandon          | Abandon |
| –                  | Wang Xiaofei          | Chine            | Abandon        | Abandon          | Abandon |
| –                  | Diao Xiaojuan         | Hong Kong        | Abandon        | Abandon          | Abandon |

## Tableau des médailles
| Rang  | Nation           | Or | Argent | Bronze | Total |
| ----- | ---------------- | -- | ------ | ------ | ----- |
| 1     | Pays-Bas         | 5  | 5      | 2      | 12    |
| 2     | Allemagne        | 4  | 0      | 2      | 6     |
| 3     | Grande-Bretagne  | 2  | 3      | 1      | 6     |
| 4     | Australie        | 2  | 2      | 2      | 6     |
| 5     | États-Unis       | 2  | 1      | 1      | 4     |
| 6     | Italie           | 1  | 1      | 4      | 6     |
| 7     | Belgique         | 1  | 1      | 0      | 2     |
| 8     | Biélorussie      | 1  | 0      | 0      | 1     |
| 8     | Colombie         | 1  | 0      | 0      | 1     |
| 8     | Pologne          | 1  | 0      | 0      | 1     |
| 11    | Danemark         | 0  | 2      | 1      | 3     |
| 12    | Russie           | 0  | 1      | 2      | 3     |
| 13    | Espagne          | 0  | 1      | 0      | 1     |
| 13    | Hong Kong        | 0  | 1      | 0      | 1     |
| 13    | Japon            | 0  | 1      | 0      | 1     |
| 13    | Portugal         | 0  | 1      | 0      | 1     |
| 17    | France           | 0  | 0      | 2      | 2     |
| 18    | Canada           | 0  | 0      | 1      | 1     |
| 18    | Lituanie         | 0  | 0      | 1      | 1     |
| 18    | Nouvelle-Zélande | 0  | 0      | 1      | 1     |
| Total | Total            | 20 | 20     | 20     | 60    |